# Climatització passiva
La climatització passiva és un àmbit de l'arquitectura i del disseny d'edificis que se centra en crear infraestructures que ajudin a evitar l'augment de temperatura i fomentin la dissipació de calor en edificis, per tal de millorar el seu confort tèrmic interior amb un consum d'energia baix o nul. L'objectiu és evitar que la calor entri a l'interior (prevenint l'augment de calor) o eliminar la calor de l'edifici, provocant una refrigeració natural.
La refrigeració natural utilitza energia disponible en l'entorn natural immediat, in situ, combinant-la amb el disseny de components arquitectònics (tancaments, orientació...), en lloc de fer servir sistemes mecànics per dissipar la calor. Per tant, la refrigeració natural depèn no només del disseny arquitectònic de l'edifici sinó de com s'utilitzen els recursos naturals del lloc com a dissipadors de calor. Pot ajudar a fer front a la crisi climàtica, tot reduint la dependència de sistemes d'aire condicionat.

## Característiques
La climatització passiva cobreix tots els processos i tècniques naturals de dissipació i modulació de la calor sense fer ús d'energia extra. Alguns autors consideren que els sistemes mecànics menors i simples (com, per exemple, bombes i economitzadors) es poden integrar en tècniques de refrigeració passiva, sempre que s'utilitzin per millorar l'eficàcia del procés de refrigeració natural. Aquestes aplicacions també s'anomenen "sistemes de refrigeració híbrids".
Les tècniques de refrigeració passiva es poden agrupar en dues categories principals:
- Tècniques preventives que tenen com a objectiu proporcionar protecció i/o prevenció dels increments de calor externs i interns.
- Tècniques de modulació i dissipació de la calor que permeten a l'edifici emmagatzemar i dissipar l'increment de calor mitjançant l'ús de dissipadors tèrmics.

## Tècniques preventives

Aquesta antiga casa romana evita guanyar calor. Murs de maçoneria pesada, petites finestres exteriors i un jardí de parets estretes orientat a NS fan ombra a la casa, evitant l'augment de calor. La casa s'obre a un atri central amb un impluvium (celobert); el refredament per evaporació de l'aigua provoca un corrent creuat de l'atri al jardí.

La protecció o prevenció dels guanys de calor engloba totes les tècniques de disseny arquitectònic que minimitzin l'impacte dels increments de calor solar a través dels tancaments de l'edifici i dels increments de calor intern que es generen a l'interior de l'edifici durant la seva ocupació. Inclou les següents tècniques:
- Microclima i disseny de l'espai: Tenint en compte la ubicació de l'edifici i el clima local, es poden seleccionar estratègies de refrigeració específiques. El microclima pot tenir un paper important a l'hora de determinar la ubicació més favorable de l'edifici, mitjançant l'anàlisi de la disponibilitat combinada de sol i vent. La carta bioclimàtica, el diagrama solar i la rosa dels vents són eines d'anàlisi rellevants en l'aplicació d'aquesta tècnica.[10]
- Control solar: Dissenyar un sistema d'ombra a l'edifici pot contribuir eficaçment a minimitzar els increments de calor solar. L'ombra minimitzarà la quantitat de radiació solar, que indueix un sobreescalfament tant als espais interiors com a l'estructura de l'edifici. En ombrejar l'estructura de l'edifici, es reduirà l'increment de calor.
- Forma i distribució de l'edifici: l'orientació de l'edifici i una distribució optimitzada dels espais interiors poden evitar el sobreescalfament. Les habitacions es poden zonificar per tal de rebutjar les fonts de calor intern i/o assignar increments de calor quan puguin ser útils, tenint en compte les diferents activitats de l'edifici. Per exemple, la creació d'un pla horitzontal augmentarà l'efectivitat de la ventilació creuada a tot el nivell. Localitzar les zones verticalment pot aprofitar l'estratificació de la temperatura. Normalment, les zones d'edificació dels nivells superiors són més càlides que les zones inferiors, a causa de l'estratificació. La zonificació vertical d'espais i activitats utilitza aquesta estratificació de temperatura per acomodar els usos de la zona segons els seus requisits de temperatura.[10] El factor de forma (és a dir, la relació entre volum i superfície) també té un paper important en el perfil energètic i tèrmic de l'edifici. Aquesta relació es pot utilitzar per adaptar la forma de l'edifici al clima local específic. Per exemple, les formes més compactes tendeixen a conservar més calor que les formes menys compactes perquè la relació de les càrregues internes a l'àrea de la façana és significativa.[11][12]
- Aïllament tèrmic: L'aïllament de l'edifici disminuirà la quantitat de calor transferida per radiació a través de les façanes. Aquest principi s'aplica tant a les superfícies opaques (parets i sostre) com a les transparents (finestres). Atès que les cobertes poden contribuir més a la càrrega de calor interior, proporcionar un bon aïllament tèrmic pot disminuir efectivament la transferència de calor des del sostre.
- Patrons de comportament i d'ocupació: Algunes polítiques de gestió d'edificis, com ara limitar el nombre de persones en una zona determinada de l'edifici, també poden contribuir de manera eficaç a la minimització dels increments de calor a l'interior del mateix. Els ocupants de l'edifici també poden contribuir a la prevenció del sobreescalfament interior fent servir diverses tècniques manuals: apagant les llums i els equipaments dels espais desocupats, tancant finestres, porticons i persianes per evitar l'entrada de llum, o vestir-se més lleuger per adaptar-se millor a l'entorn interior augmentant el confort tèrmic.
- Eficiència energètica interna: la il·luminació i els equips electrònics més eficients energèticament tendeixen a alliberar menys energia, contribuint així a menys càrregues de calor internes a l'espai.

## Tècniques de modulació i dissipació de calor
Les tècniques de modulació i dissipació de calor es basen en dissipadors de calor naturals per emmagatzemar i eliminar els guanys de calor interns. Exemples d'embornals naturals són el cel nocturn, la terra i la massa de l'edifici. Per tant, les tècniques de refrigeració passiva que utilitzen dissipadors de calor poden actuar per modular l'augment de calor amb la massa tèrmica o per dissipar la calor mitjançant estratègies de refrigeració natural.
- Massa tèrmica: La modulació del guany de calor d'un espai interior es pot aconseguir mitjançant l'ús adequat de la massa tèrmica de l'edifici com a dissipador de calor. La massa tèrmica absorbirà i emmagatzemarà la calor durant les hores diürnes i la retornarà a l'espai en un moment posterior.[15] La massa tèrmica es pot combinar amb una estratègia de refrigeració natural de ventilació nocturna si la calor emmagatzemada que es lliurarà a l'espai durant el vespre/nit no és desitjable.
- Refrigeració natural: La refrigeració natural es refereix a l'ús de ventilació o dissipadors de calor naturals per a la dissipació de calor dels espais interiors. El refredament natural es pot separar en cinc categories diferents: ventilació, neteja nocturna, refredament radiatiu,[16] refrigeració evaporativa i acoblament de terra .

## Elements

### Ventilació natural

Un parell de paravents malqaf) utilitzats en l'arquitectura tradicional; el vent és forçat cap avall pel costat de sobrevent i deixa pel costat de sotavent (ventilació creuada). En absència de vent, la circulació es pot conduir amb refrigeració evaporativa a l'entrada. Al centre, un shuksheika (ventilació de la llanterna del sostre), que s'utilitzava per ombrejar el qa'a a sota mentre permetia que l'aire calent en sortís (efecte pila).

La ventilació natural utilitza les propietats físiques de l'aire per eliminar la calor o proporcionar refrigeració als ocupants. En casos determinats, la ventilació es pot utilitzar per refredar l'estructura de l'edifici, que posteriorment pot servir com a dissipador de calor.
- Ventilació creuada: l'estratègia de ventilació creuada es basa en el fet que el vent travessa l'edifici amb la finalitat de refrescar l'espai. Requereix obertures a dos costats de l'espai, anomenades entrada i sortida. La mida i la col·locació de les entrades i sortides de ventilació determinaran la direcció i la velocitat de la ventilació creuada a través de l'edifici. En general, també s'ha de proporcionar una àrea igual (o més gran) d'obertures de sortida per proporcionar una ventilació creuada adequada.[18]
- Stack ventilation (Ventilació de pila): la ventilació creuada és una estratègia de refrigeració eficaç, però, el vent és un recurs poc fiable. La ventilació de pila és una estratègia de disseny alternativa que es basa en la flotabilitat de l'aire càlid per pujar i sortir per les obertures situades al sostre. L'aire exterior més fresc substitueix l'aire calent que s'eleva a través d'entrades d'aire col·locades a prop del terra.

### Refrigerat nocturn
El refrigerat nocturn és una estratègia de refrigeració passiva o semi-passiva que requereix un major moviment d'aire a la nit per refredar els elements estructurals d'un edifici. Es pot fer una distinció entre la refrigeració lliure per refredar l'aigua i el refrigerat nocturn per refredar la massa tèrmica de l'edifici. Per executar el refrigerat nocturn, normalment es manté l'edifici tancat durant el dia. La massa tèrmica de l'estructura de l'edifici actua com un embornal, durant el dia absorbeix els increments de calor dels ocupants, els equips, la radiació solar i la conducció a través de parets i sostres. A la nit, quan l'aire exterior és més fresc, s'obren les finestres, permetent que l'aire més fresc passi per l'edifici perquè la calor emmagatzemada es pugui dissipar per convecció. Aquest procés redueix la temperatura de l'aire interior i de la massa tèrmica de l'edifici, permetent que es produeixi un refredament convectiu, conductor i radiant durant el dia en què l'edifici està ocupat. El refrigerat nocturn és més eficaç en climes amb una gran oscil·lació diürna, és a dir, una gran diferència entre la temperatura exterior màxima i mínima diària. Per obtenir un rendiment òptim, la temperatura nocturna de l'aire exterior hauria de caure molt per sota del límit de la zona de confort diürna de 22 graus i no ha de tenir una humitat absoluta o específica baixa. En climes càlids i humits, la variació de la temperatura sol ser petita i la humitat nocturna es manté alta. El refrigerat nocturn té una eficàcia limitada i pot introduir una humitat elevada a l'edifici, poden comportar uns costos energètics elevats si els sistemes actius l'eliminen durant el dia. Per tant, l'eficàcia del refrigerat nocturn es limita a climes prou secs. Hi ha tres maneres d'aconseguir el refrigerat nocturn en un edifici:
- Flux nocturn natural obrint les finestres a la nit, deixant que el flux d'aire impulsat pel vent o la flotabilitat refredi l'espai i després tancant les finestres durant el dia.[25]
- Neteja nocturna mecànica forçant l'aire mecànicament a través dels conductes de ventilació a la nit amb un flux d'aire elevat i subministrant aire a l'espai durant el dia a un flux d'aire mínim requerit pel codi.[26]
- Flux nocturn de mode mixt mitjançant una combinació de ventilació natural i ventilació mecànica, també coneguda com a ventilació de mode mixt, mitjançant l'ús de ventiladors per ajudar al flux d'aire nocturn natural.

Aquestes tres estratègies formen part de les estratègies de refrigeració ventilativa.
Hi ha nombrosos avantatges d'utilitzar el rentat nocturn com a estratègia de refrigeració dels edificis, com ara una millora del confort i un canvi en la càrrega energètica màxima. L'energia és més cara durant el dia. Amb la implementació del rentat nocturn, es redueix l'ús de la ventilació mecànica durant el dia, la qual cosa comporta un estalvi d'energia i diners.

### Refrigeració radiant

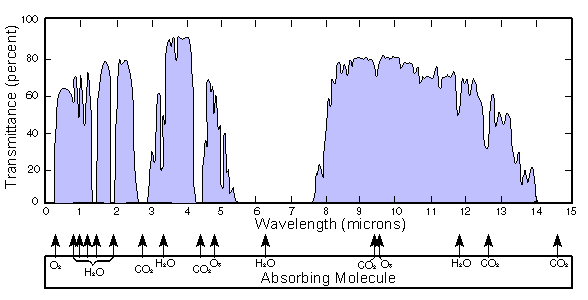
La finestra atmosfèrica infraroja, freqüències en què l'atmosfera és inusualment transparent, és el gran bloc blau de la dreta. Un objecte que és fluorescent en aquestes longituds d'ona es pot refredar per sota de la temperatura de l'aire ambient.

Tots els objectes emeten i absorbeixen constantment energia radiant. Un objecte es refredarà per radiació si el flux net és cap a l'exterior, que és el cas durant la nit. A la nit, la radiació d'ones llargues del cel és menor que la radiació infraroja d'ona llarga emesa des d'un edifici, per tant, hi ha un flux net cap al cel. Com que el sostre proporciona la superfície més gran visible al cel nocturn, dissenyar el sostre perquè actuï com a radiador és una estratègia eficaç. Hi ha dos tipus d'estratègies de refrigeració radiativa que utilitzen la superfície del sostre: directes i indirectes:
- Refrigeració radiant directa: En un edifici dissenyat per optimitzar la refrigeració per radiació directa, el sostre de l'edifici actua com a dissipador de calor per absorbir les càrregues internes diàries. El sostre actua com el millor dissipador de calor perquè és la superfície més gran exposada al cel nocturn. Irradiar la transferència de calor amb el cel nocturn eliminarà la calor del sostre de l'edifici, refredant així l'estructura de l'edifici. Les basses de coberta són un exemple d'aquesta estratègia.[29][30]
- Refrigeració radiant indirecta: un fluid de transferència de calor elimina la calor de l'estructura de l'edifici mitjançant la transferència de calor radiant amb el cel nocturn. Un disseny comú d'aquesta estratègia implica un nivell entre el sostre de l'edifici i la superfície del radiador. L'aire entra a l'edifici a través del plenum, es refreda des del radiador i refreda la massa de l'estructura de l'edifici. Durant el dia, la massa de l'edifici actua com a dissipador de calor.
- Refrigeració radiant fluorescent: un objecte es pot fer fluorescent: llavors absorbirà llum a algunes longituds d'ona, però radiarà l'energia de nou a altres longituds d'ona seleccionades. Mitjançant la radiació selectiva de calor d'una finestra atmosfèrica infraroja, un rang de freqüències en què l'atmosfera és inusualment transparent, un objecte pot utilitzar eficaçment l'espai exterior com a dissipador de calor i refredar-se molt per sota de la temperatura de l'aire ambient.[31][32][33]

D'altra banda, la formulació de pintura més blanca pot reflectir fins a un 98,1% de la llum solar.

### Refrigeració per evaporació

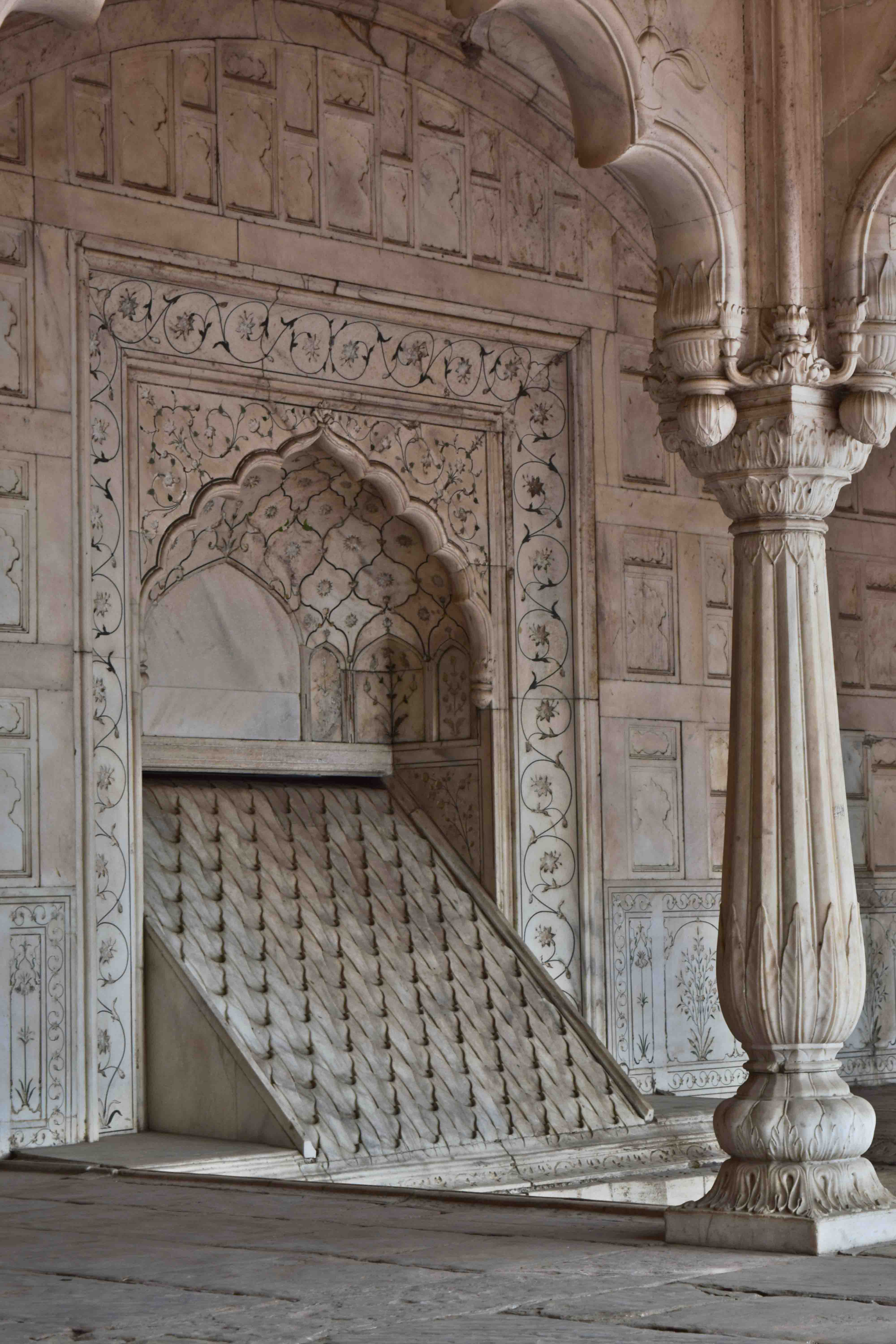
Un salasabil (actualment sec) al Fort Roig de Delhi, Índia. Un salasabil està dissenyat per maximitzar el refredament per evaporació; la refrigeració, al seu torn, es pot utilitzar per impulsar la circulació de l'aire.

Aquest disseny es basa en el procés d'evaporació d'aigua per refredar l'aire entrant alhora que augmenta la humitat relativa. Es col·loca un filtre saturat a l'entrada de subministrament perquè el procés natural d'evaporació pugui refredar l'aire de subministrament. A part de l'energia per impulsar els ventiladors, l'aigua és l'únic altre recurs necessari per condicionar els espais interiors. L'eficàcia del refredament per evaporació depèn en gran manera de la humitat de l'aire exterior; l'aire més sec produeix més refredament. Un estudi dels resultats del rendiment de camp a Kuwait va revelar que els requisits d'energia per a un refrigerador evaporatiu són aproximadament un 75% menys que els requisits de potència d'un aparell d'aire condicionat convencional. Pel que fa al confort interior, un estudi va trobar que el refredament per evaporació va reduir la temperatura de l'aire interior en un 9,6 °C, en comparació amb la temperatura exterior. Un innovador sistema passiu utilitza aigua evaporant per refredar el sostre de manera que la major part de la calor solar no entri a l'interior.
L'antic Egipte utilitzava el refredament per evaporació; per exemple, es penjaven canyes a les finestres i s'humitejaven amb aigua degotejant.

### Acoblament de terra

Un qanat i un captavent utilitzat com a conducte de terra, tant per a l'acoblament de terra com per a la refrigeració per evaporació. No es necessita cap ventilador; l'aspiració a sotavent de la torre de vent arrossega l'aire cap amunt i cap a fora.

L'acoblament de la terra utilitza la temperatura moderada i consistent del sòl per actuar com a dissipador de calor per refredar un edifici per conducció. Aquesta estratègia de refrigeració passiva és més eficaç quan les temperatures del terra són més fredes que la temperatura de l'aire ambient, com ara en climes càlids.
- L'acoblament directe o la protecció de terra es produeix quan un edifici utilitza terra com a amortidor per a les parets. La terra actua com un dissipador de calor i pot mitigar eficaçment les temperatures extremes. La protecció de la terra millora el rendiment de les parets dels edificis, reduint les pèrdues de calor i també redueix els guanys de calor, limitant la infiltració.[40]
- L'acoblament indirecte significa que un edifici s'acobla a la terra per mitjà de conductes de terra. Un conducte de terra és un tub soterrat que actua com a via pel qual l'aire de subministrament viatja abans d'entrar a l'edifici. L'aire de subministrament es refreda mitjançant la transferència de calor conductora entre els tubs i el sòl circumdant.[40] Els conductes de terra solen requerir tubs llargs per refredar l'aire de subministrament a una temperatura adequada abans d'entrar a l'edifici. Es necessita un ventilador per treure l'aire del conducte de terra a l'edifici. Alguns dels factors que afecten el rendiment d'un conducte de terra són: la longitud del conducte, el nombre de corbes, el gruix de la paret del conducte, la profunditat del conducte, el diàmetre del conducte i la velocitat de l'aire.